# Gammarellus angulosus
Gammarellus angulosus är en kräftdjursart som först beskrevs av Martin Heinrich Rathke 1843.  Gammarellus angulosus ingår i släktet Gammarellus och familjen Gammarellidae. Arten är reproducerande i Sverige. Inga underarter finns listade i Catalogue of Life.

## Bildgalleri

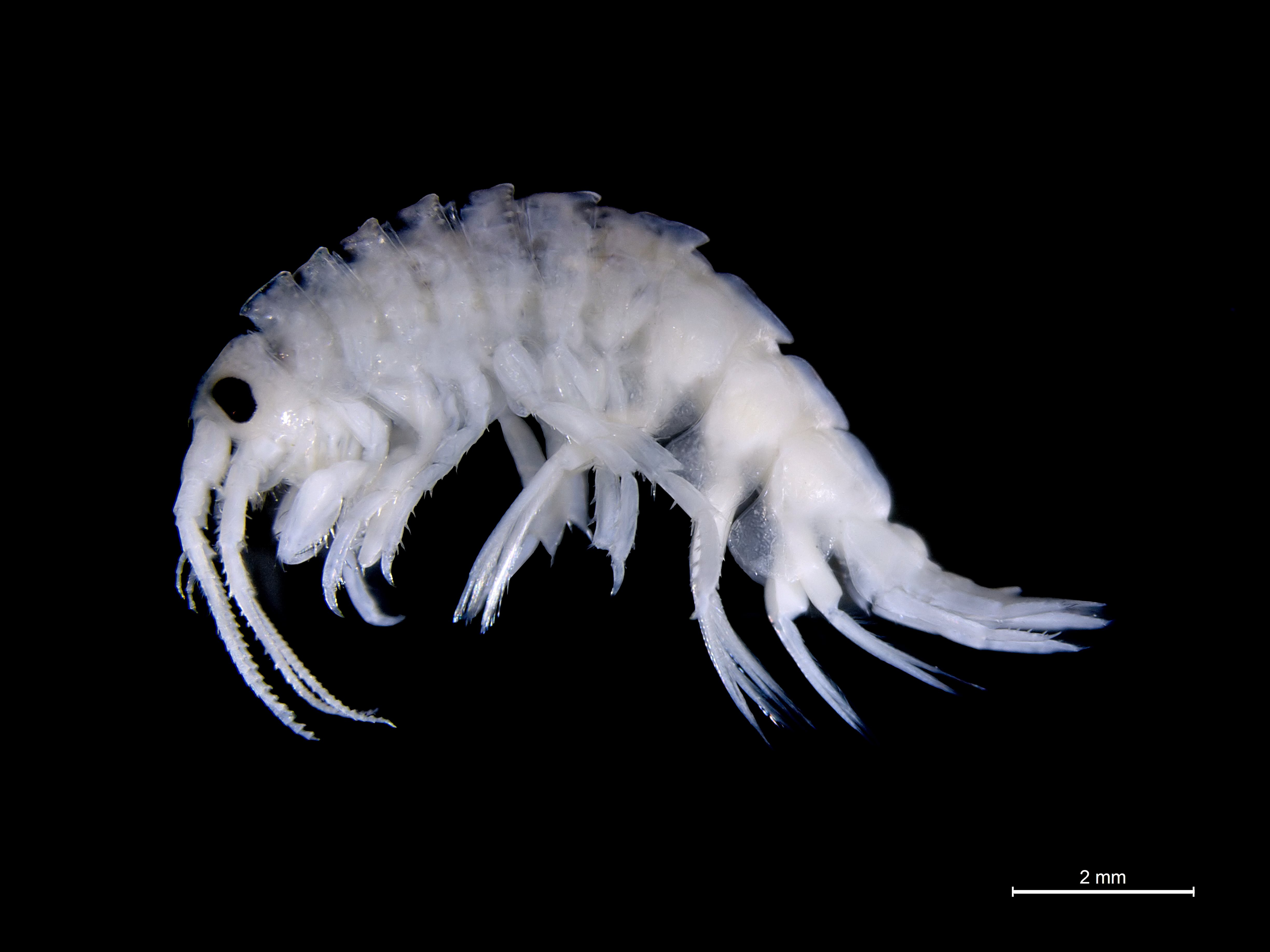
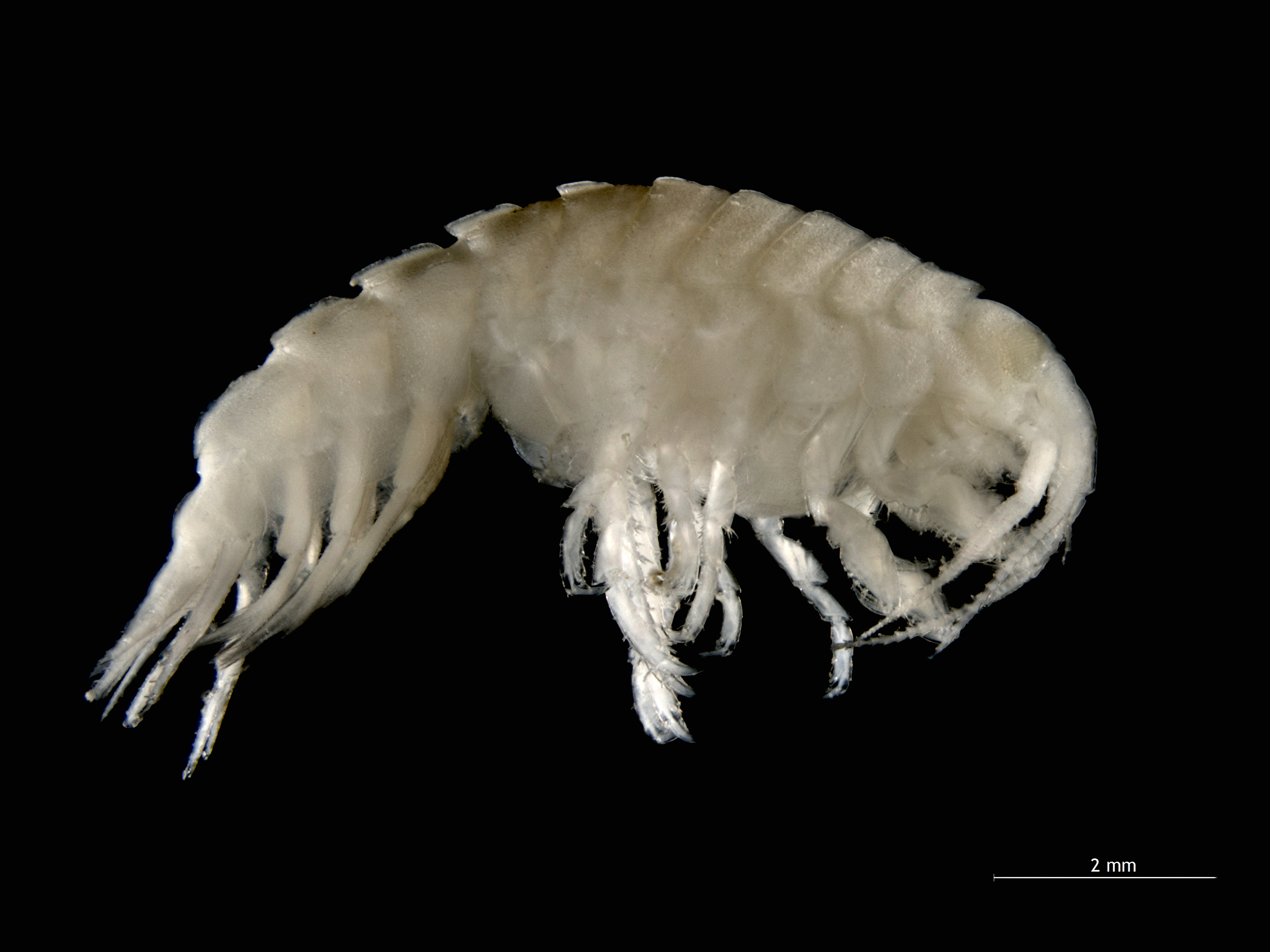